# Моралістична помилка
Моралістична помилка — це неформальна помилка, яка полягає у припущенні, що аспект природи, який має соціально неприємні наслідки, не може існувати. Його типова форма: «якби „X“ було істинним, то сталося б, що „Z“!», де «Z» є морально, соціально чи політично небажаною річчю. Припускається, що те, що має бути моральним, апріорі також є природним. Моралістична помилка іноді представляється як зворотна до натуралістичної помилки. Однак це можна розглядати як різновид тієї самої натуралістичної помилки; різницю між ними можна вважати прагматичною, залежно від намірів особи, яка її використовує: натуралістична помилка, якщо користувач хоче виправдати існуючі соціальні практики аргументом, що вони природні; моралістична помилка, якщо користувач хоче боротися з існуючими соціальними практиками, аргументуючи це запереченням того, що вони є природними.

## Приклади
Стівен Пінкер пише, що «натуралістична помилка — це ідея, що те, що є в природі, є добре. Це було основою соціального дарвінізму, віри в те, що допомога бідним і хворим може стати на заваді еволюції, яка залежить від виживання найсильніших. Сьогодні біологи засуджують натуралістичну помилку, тому що вони хочуть чесно описати світ природи, без того, щоб люди виводили мораль щодо того, як ми повинні поводитися (наприклад, якщо птахи і звірі вступають у подружні зради, скоюють дітовбивства, канібалізм, то це має бути нормально).» Далі Пінкер пояснює, що «моралістична помилка полягає в тому, що те, що є добре, є в природі. Воно лежить за поганою наукою в документальних озвучках про природу: леви є милосердними вбивцями слабких і хворих, миші не відчувають болю коли коти їх їдять, жуки-гнойовики переробляють гній на користь екосистемі тощо. Це також лежить в основі романтичної віри в те, що люди не можуть таїти бажання вбивати, ґвалтувати, брехати чи красти, тому що це було б занадто депресивним або реакційним».

### Моралістична помилка
- «Війна руйнівна і трагічна, тому вона не є у людській природі».
- «Вживання м'яса шкодить тваринам та навколишньому середовищу, тому вживати м'ясо є неприродним».
- «Чоловікам і жінкам слід надавати рівні можливості, і тому жінки і чоловіки зможуть робити все однаково добре».
- «Невірність аморальна, тому неприродно відчувати бажання до інших у моногамних стосунках».
- «Таблетки, які я приймаю, повинні мати на мене терапевтичний ефект, а отже, вони мають терапевтичний ефект на мене». (Приклад ефект плацебо.)

### Натуралістична помилка
- «Війна повинна бути дозволена, тому що людське насильство є інстинктивним».
- «Веганство є дурним, тому що люди їли м'ясо тисячі років».
- «Чоловіки і жінки не повинні мати однакові ролі в суспільстві, тому що чоловіки мають більше м'язової маси, а жінки можуть народжувати».
- «Подружня зрада прийнятна, тому що люди, природно, можуть хотіти більше сексуальних партнерів».

## Вплив на науку та суспільство
Іноді висновки або інтерпретації фундаментальної науки відхиляються, або її відкриття, розвиток чи визнання заперечуються або обмежуються через твердження про потенційне неправильне використання або шкідливість.
Наприкінці 1970-х років Бернард Девіс у відповідь на зростаючі політичні та громадські заклики обмежити фундаментальні дослідження (у порівнянні з прикладними) на тлі критики небезпечних знань (проти небезпечних застосувань), застосував термін «моралістична помилка» до його теперішнього використання.
(Термін використовувався ще в 1957 році.)
У природничих науках моралістична помилка може призвести до відкидання або придушення фундаментальної науки, метою якої є розуміння світу природи, через потенційне зловживання результатами в прикладній науці, метою якого є розвиток технології або техніки. Це розмиває «наукову оцінку», яка обговорюється в природничих науках (наприклад, фізика або біологія), і «оцінку значущості», зважену в суспільних науках (наприклад, соціальна психологія, соціологія та політологія), або в науки про поведінку (наприклад, психологія).
Девіс стверджував, що в фундаментальній науці первинною є описова, пояснювальна і, таким чином, передбачувальна здатність інформації, а не її походження чи застосування, оскільки знання не можна захистити від неправильного використання, а неправильне використання не може фальсифікувати знання. Як зловживання науковою роботою, так і придушення наукових знань можуть мати небажані або навіть небажані наслідки. На початку 20-го століття розвиток квантової фізики зробив можливим атомну бомбу в середині 20-го століття. Однак без квантової фізики більшість технологій комунікації та медичної візуалізації були б неможливими.
Наукові теорії з великою дослідницькою підтримкою можуть бути відкинуті в публічних дебатах, де загальна згода є центральною, але може бути абсолютно хибною. Зобов'язання вчених-основоположників інформувати громадськість, однак, може бути заблоковано шляхом протилежних заяв інших, що викликають тривогу та рекламують запевнення щодо захисту громадськості. Девіс вказав, що більш чітке ознайомлення з використанням та обмеженнями науки може ефективніше запобігти зловживанню знаннями або шкоді.
Природничі науки можуть допомогти людям зрозуміти світ природи, але не можуть приймати політичні, моральні чи поведінкові рішення. Питання, що стосуються «цінностей» — що люди повинні робити — більш ефективно вирішуються через дискурс у соціальних науках, а не через обмеження фундаментальної науки. Нерозуміння потенціалу науки та неправильні очікування призвели до моральних перешкод і перешкод для прийняття рішень, але придушення науки навряд чи вирішить ці дилеми.

## Севільська заява про насильство
Севільська заява про насильство була прийнята в Севільї, Іспанія, 16 травня 1986 року міжнародною нарадою вчених, скликаною Іспанською національною комісією для ЮНЕСКО. ЮНЕСКО прийняла цю заяву 16 листопада 1989 року на двадцять п'ятій сесії своєї Генеральної конференції. Заява нібито спростовує «уявлення про те, що організоване насильство над людьми є біологічно детермінованим».
Деякі, включаючи Стівена Пінкера, розкритикували Севільську заяву як приклад моралістичної помилки. Дослідження в галузі еволюційної психології та нейропсихології свідчать про те, що людське насильство має біологічні корені.